# Zeydābād
Zeydābād (persiska: زید آباد, Zaidābād) är en ort i Iran.   Den ligger i provinsen Kerman, i den centrala delen av landet, 800 km sydost om huvudstaden Teheran. Zeydābād ligger 1 724 meter över havet och antalet invånare är 5 314.
Terrängen runt Zeydābād är en högslätt. Runt Zeydābād är det glesbefolkat, med 16 invånare per kvadratkilometer. Zeydābād är det största samhället i trakten. Omgivningarna runt Zeydābād är i huvudsak ett öppet busklandskap.